# Jon Bru
Jon Bru Pascal (ur. 18 października 1977 roku w Bera) – hiszpański kolarz szosowy, do zawodowego peletonu należy od 2002 roku. W latach 2007–2008 ścigał się w barwach Euskaltel-Euskadi, gdzie zakończył karierę. Obecnie prowadzi centrum fizjoterapii i biomechaniki Bru Health Center w Mutilva, Navarra.
Jest pomocnikiem i indywidualnie nie odnosił dużych sukcesów, choć błysnął w Volta ao Distrito de Santarém, kiedy jeździł w barwach Kaiku w 2006 roku. Wygrał dwa etapy tego wyścigu oraz klasyfikację górską i punktową. Jednak klasyfikacji generalnej nie udało mu się zwyciężyć. Wygrał Lars Boom z Holandii. Startował również w Tour de Pologne. W 2003 roku mógł nawet wygrać jeden z etapów, ale ostatecznie był drugi. Na początku swojej kariery, jeszcze w barwach L.A.-Pecol pokazał się w mistrzostwach Hiszpanii i był 7. W późniejszych latach nie udało mu się jednak nawet zbliżyć do tego osiągnięcia.
Mierzy 168 cm wzrostu i waży 56 kg.

## Najważniejsze zwycięstwa i sukcesy
- 2002 – 7 w mistrzostwach Hiszpanii w wyścigu ze startu wspólnego; 14 w Grand Prix de Llodio
- 2003 – 5 w Clasica de Ordizia; 7 w klasyfikacji generalnej Tour de Pologne; 9 w Klasika Primavera
- 2004 – 11 w klasyfikacji generalnej Tour de Rioja; 14 w Grand Prix Miguel Indurain; 10 w klasyfikacji generalnej Grand Prix MR Cortez / Mitsubishi
- 2005 – 2 w Subida al Naranco; 5 w Clásica de San Sebastián; 5 w klasyfikacji generalnej Tour de Rioja; 6 w Paris - Bruxelles; 6 w Grand Prix de Fourmies; 7 w Grand Prix d’Isbergues; 8 w Grand Prix de Wallonie; 8 w Subida Urkiola; 10 w klasyfikacji generalnej Vuelta a Andalucia; 10 w Trofeo Manacor; 16 w klasyfikacji generalnej Euskal Bizikleta
- 2006 – wygrane dwa etapy Volta ao Distrito de Santarém oraz klasyfikacja górska i klasyfikacja punktowa; 2 w Clasicà de los Puertos; 7 w klasyfikacji generalnej Trofeo Pollença; 10 w Grand Prix Miguel Indurain; 12 w Trofeo Soller; 15 w klasyfikacji generalnej Tour de Rioja
- 2007 – 12 w mistrzostwach Hiszpanii w wyścigu ze startu wspólnego; 15 w klasyfikacji generalnej Tour de Pologne
- 2008 15 w klasyfikacji generalnej Trofeo Pollença